# 尼子吉久
尼子 吉久（あまご よしひさ、天文10年（1541年） - 天文23年（1554年））は、戦国時代の人物。尼子氏の家臣。通称は甚四郎。尼子誠久の次男、兄弟に氏久・季久・常久・勝久・通久がいる。
天文23年（1554年）の主君尼子晴久により、祖父尼子国久や父誠久らと共に新宮館で殺された。享年14という。